# Baccon
Baccon es una comuna francesa situada en el departamento de Loiret, en la región de Centro-Valle del Loira.

## Demografía
| 472 | 431 | 433 | 517 | 568 | 629 | 647 |
| Para los censos de 1962 a 1999 la población legal corresponde a la población sin duplicidades (Fuente: INSEE [Consultar]) |     |     |     |     |     |     |